# Stratone II
Stratone II Soter (in greco antico: Στράτων B΄ ὁ Σωτήρ?, Strátōn B΄ ho Sotḗr ; epiteto che significa «il Salvatore»; fl. I secolo a.C.-I secolo) fu un re indo-greco che regnò tra il 25 a.e.v. e il 10 e.v., secondo Bopearachchi. 

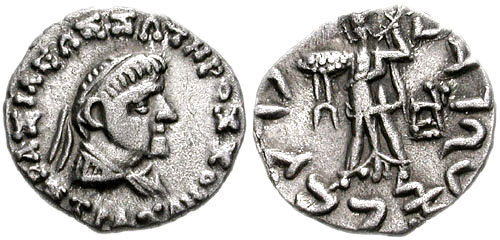
Moneta di Stratone II. Dritto: busto di Stratone II, con leggenda greca: BASILEOS SOTEROS STRATONOS «Di re Stratone il Salvatore». Rovescio: Atena con in mano un fulmine. Legenda in lingua kharoshthi: MAHARAJASA TRATARASA STRATASA «Re Stratone il Salvatore».

R. C. Senior ritiene che il suo regno sia terminato forse un decennio prima. Potrebbe essere stato soppiantato dai Satrapi del Nord indo-sciti, in particolare da Rajuvula e Bhadayasa, le cui monete furono spesso copiate da quelle degli ultimi re indo-greci. Numerose monete di Rajuvula sono state trovate in compagnia delle monete di Stratone nel Punjab orientale (a est dello Jhelum ) e anche nell'area di Mathura: ad esempio, a Mathura sono state trovate 96 monete di Stratone II in combinazione con monete di Rajuvula, che imitò anche i rovesci di Stratone II nella maggior parte delle sue emissioni.

## Regno

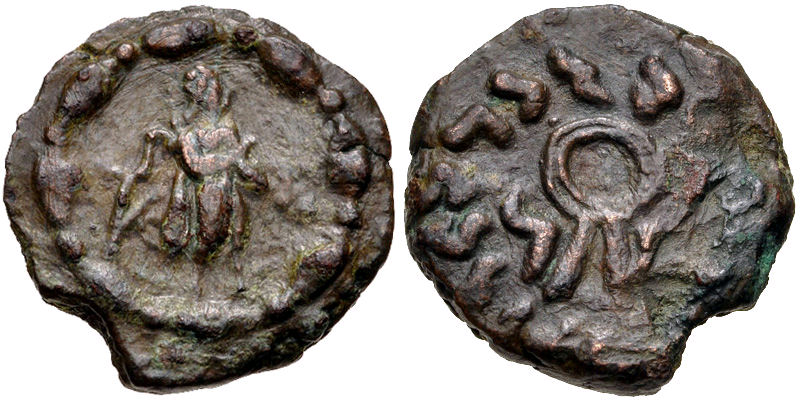
Moneta monolingue di Stratone II Soter, solo in lingua pracrita. Dritto: Apollo in piedi a destra, con faretra sul dorso, in mano una freccia; bordo spesso in perline e mulinelli. Rovescio: diadema con la leggenda kharoshthi «Maharajasa tratarasa Stratasa» («Re Stratone il Salvatore»).

Stratone II governò nel Punjab orientale, probabilmente conservando la capitale Sagala (moderna Sialkot, Pakistan), o forse la città di Bucephala (Plutarco, p. 48 n. 5).

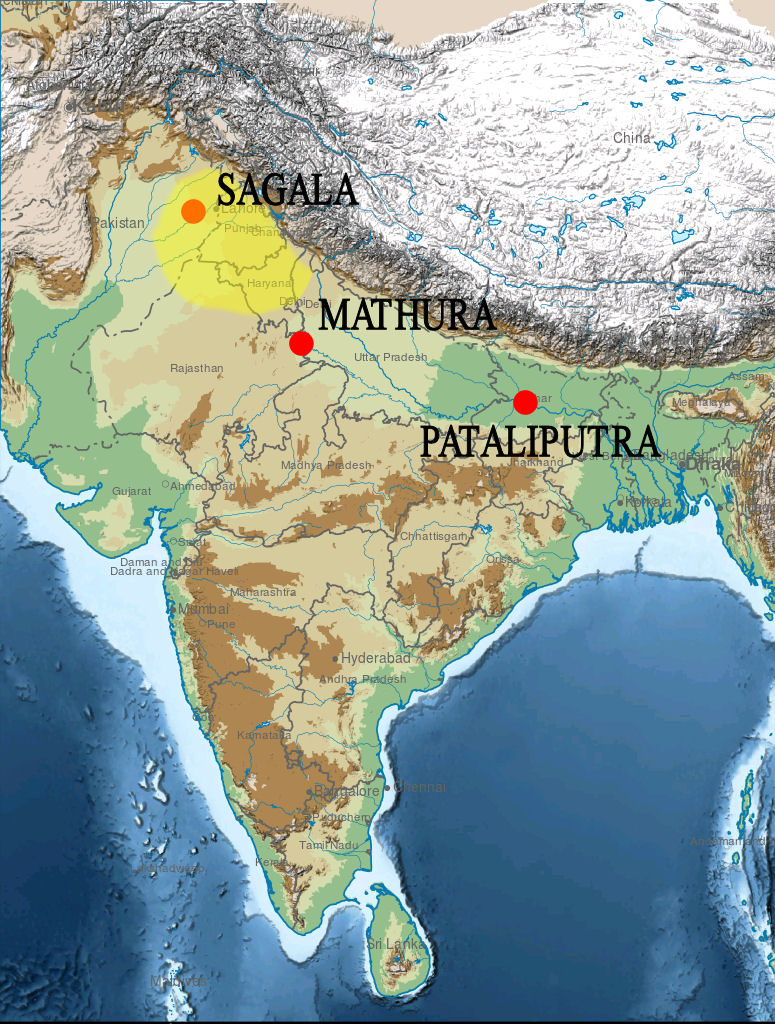
Regione approssimativa del Punjab orientale e Sagala, capitale di Stratone II.

Il suo territorio fu invaso da Rajuvula, re indo-scita di Mathura, e divenne l'ultimo dei re indo-greci, insieme a suo figlio Stratone III Philopator («che ama il padre»), che era incluso come co-reggente in alcune delle sue monete e che forse emise anche monete per conto proprio.
Alcune monete d'argento con un diverso ritratto e l'iscrizione Strato Soter Dikaios («il giusto») potrebbero essere state coniate da Stratone III come unico sovrano, o da un quarto sovrano chiamato Stratone.
Proprio come il precedente re Stratone I, si pensa che gli ultimi Stratone appartenessero alla dinastia di Menandro I, che usava anch'egli l'epiteto Soter e che aveva adottato come simbolo Pallade Atena raffigurata in piedi.

## Monete di Stratone II, Stratone III e StratoneDikaios

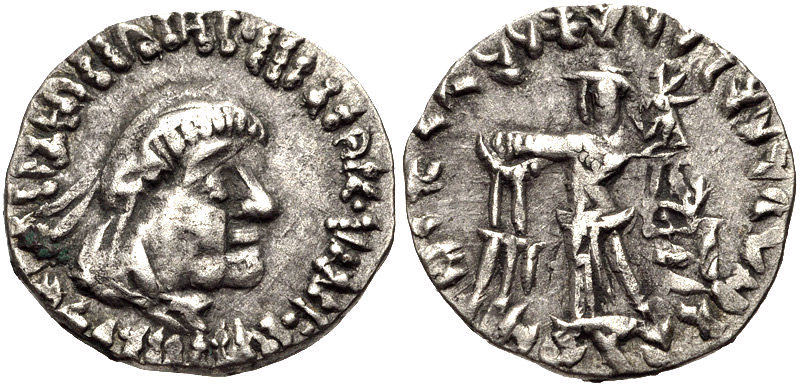
Moneta di Stratone II e Strato III. Dritto: probabile busto di Stratone II, possibile leggenda greca ΒΑϹΙΛΕΩΣ ϹΩΤΙΡΟϹ ϹΤΡΑΤΩΝΟϹ ΚΑΙ ΦΙΑ / ϹΤΡΑΤΩΝΟϹ «Dei re Stratone il Salvatore e Stratone amante del padre». Rovescio: Atena con in mano un fulmine; legenda in kharoshthi: MAHARAJASA TRATARASA STRATASA, POTRASA CASA PRIYAPITA STRATASA «Re Stratone il Salvatore e suo nipote Stratone amante del padre».

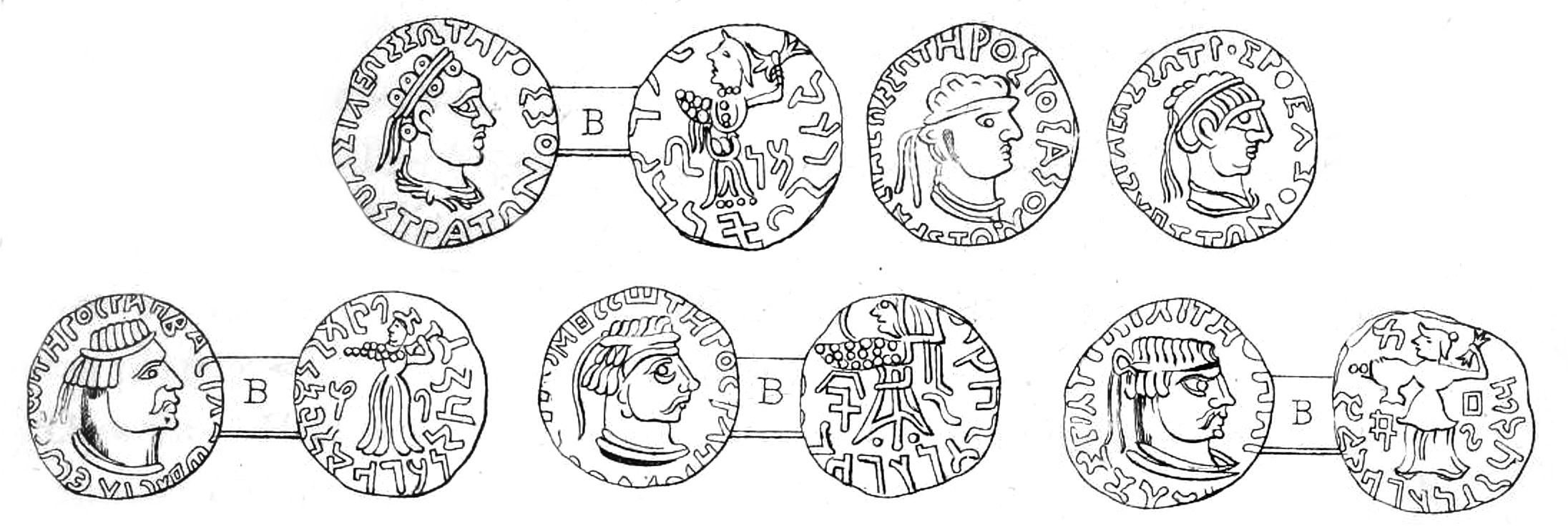
Monete di Stratone II (in alto) e Rajuvula (in basso) scoperte insieme in un tumulo a Mathura.

La cronologia del tardo regno indo-greco è stata stabilita da Bopearachchi e altri studiosi esclusivamente sulla base di prove numismatiche. Le monete si deterioravano continuamente, le monete Stratone erano le più degradate e rozze nello stile, in netto contrasto con i re precedenti che coniavano alcune delle monete più belle dell'antichità.
La decadenza fu dovuta alla crescente pressione dei nomadi indo-sciti sulle rimanenti sacche greche, nonché al loro lungo isolamento dal resto del mondo ellenistico.
Stratone II e III usarono esclusivamente un marchio di zecca «squadrato», che avevano in comune con i re indo-greci tardo come Apollofane e che fu introdotto da Dionisio Soter.
Stratone II, Stratone III e Stratone Dikaios coniarono dracme d'argento di peso ridotto, che ritraggono Pallade al rovescio. Stratone II appare come un vecchio con una mascella incavata su alcune delle sue monete, il che non sorprende dato che suo nipote era co-reggente.
Stratone II emise anche monete in bronzo e persino in piombo, del tipo comune Apollo/treppiede. Su alcune delle dracme d'argento di Stratone II la lettera sigma è scritta come 'C' (il sigma lunato), una caratteristica non infrequente sulle monete tardo ellenistiche in oriente.

## Imitazioni dei sovrani indo-sciti

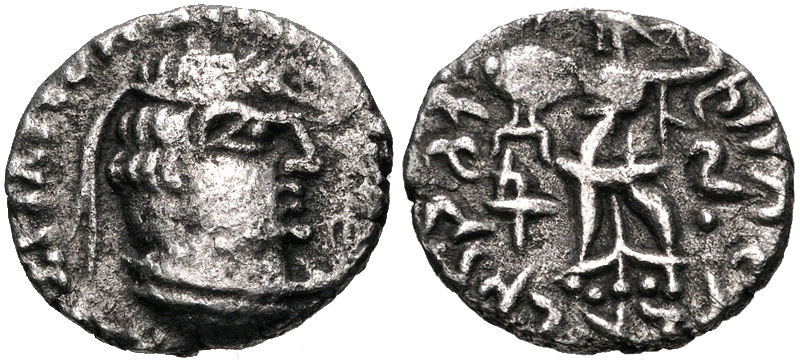
Moneta del satrapo settentrionale Rajuvula (10 e.v. circa), un'imitazione di Stratone II, Mathura e Punjab orientale. Questo era il principale tipo di moneta di Rajuvula.

I successivi sovrani indo-sciti, che sostituirono gli Stratone nei loro territori, basarono le proprie monete direttamente su quelle di Stratone II. Questo è il caso dei Satrapi settentrionali, che governarono nei territori da Sagala nel Punjab orientale a Mathura, come Rajuvula e Bhadayasa. Proprio come gli Yuezhi avevano copiato le monete dell'ultimo sovrano greco-battriano Eliocle in Battriana, o gli indo-sciti avevano copiato le monete dell'ultimo sovrano indo-greco occidentale Ermeo nell'area di Kabul, anche qui i satrapi settentrionali fecero molto affidamento sulla numismatica dei loro predecessori.
Il fatto che nuovi potenti governanti come Rajuvula abbiano ampiamente adottato questi modelli di monete tende a suggerire che Stratone II fosse stato un sovrano piuttosto significativo ai loro occhi.